# Mastery (album, Lancer)
Mastery je třetí studiové album powermetalové hudební skupiny Lancer. Vyšlo 13. ledna 2017 a bylo prvním albem kapely vydaném u vydavatelství Nuclear Blast. Jako producent se na něm podílel Gustav Ydenius, o mastering se postaral Michael Rodenberg a přebal alba ztvárnil Dimitar Nikolov. Kapela ho nahrávala od května do července 2016 ve Švédsku ve studio Leon Music Studios a na skládání písní se podíleli všichni členové skupiny. Celkem se na něm vyšlo jedenáct skladeb, z čehož jedna byla bonusová.
Album získalo od kritiků spíše pozitivní hodnocení a k jeho podpoře Lancer vystupovali jako předkapela HammerFall a Gloryhammer na evropském turné.

## Před vydáním
V únoru 2016 Lancer oznámili, že se chystají nahrávat nové studiové album a zároveň představili nového kytaristu, Ewo Solveliuse. Na tyto informace reagovalo vydavatelství Nuclear Blast, které nabídlo skupině smlouvu. Samotné nahrávání alba začalo v květnu 2016 ve studiu Leon Music Studios. Na rozdíl od předchozích dvou studiových nahrávek, kdy skladby skládal především zpěvák Isak Stenvall, se tentokrát na textech podíleli všichni členové skupiny. Role producenta se ujal Gustav Ydenius, který album následně také smíchal. O mastering se postaral Michael Rodenberg ve studiu Gate Studio.
Přebal alba namaloval Dimitar Nikolov, který s kapelou spolupracoval již na obalu desky Second Storm. Podle Stenvalla chtěla skupina nejdříve na přebalu zobrazit Azraela, anděla smrti. Tento návrh byl odmítnut vydavatelstvím, kterému se zdál moc chaotický. Na obal desky se nakonec tedy dostala medusa, které místo hadů z hlavy rostou pštrosí hlavy.
Ke konci září byly na oficiálních stránkách Nuclear Blastu zveřejněny informace o podepsání smlouvy se skupinou. Zároveň bylo oznámeno datum vydání alba Mastery, které bylo stanoveno na 13. ledna 2017. V říjnu 2016 začala kapela natáčet videoklip k písni „Mastery“ a 21. října byl zveřejněn první singl, píseň „Iscariot“. O necelý měsíc později, 18. listopadu, byla vydána titulní skladba „Mastery“, ke které byl zveřejněn také v říjnu nahraný videoklip. Ten byl režírován Hannesem Knutssonem. Třetí singl, který byl pojmenován „Future Millennia“ byl vydán 16. prosince.

## Vydání
Mastery oficiálně vyšlo 13. ledna 2017 u vydavatelství Nuclear Blast na CD a v digitální podobě. Je k dostání v digibook edici obsahující CD s albem a jako 2 vinylové LP desky. Ty byly vydány v oranžovém a černém provedení. Jako bonusovou píseň skupina nahrála skladbu „The Wolf And The Kraken“.
12. ledna 2017, den před vydáním alba, Lancer začali jako předkapela Gloryhammer a HammerFall evropské turné.

## Skladby
Album uvádí rychlá píseň s chytlavými melodiemi „Dead Raising Towers“. Text pojednává o Babylonské věži, kterou se lidstvo pokusilo povýšit nad sílu bohů. Následující skladba „Future Millennia“ byla jednou z prvních písní, kterou Lancer na album napsali. Pojednává o futuristickém postapokalyptickém světě, kde lidstvo kompletně zničilo planetu Zemi. Poté následuje titulní píseň „Mastery“, jejíž text pojednává o alchymistovi, který se snaží dosáhnout věčného života, ale nakonec umírá. „Victims of the Nile“ je podle zpěváka Isaka Stenvalla poloviční balada, která začíná pomalejšími a jemnějšími party, které následně vystřídá více agresivní část, a ke konci zase zjemní. Po této písni následuje jedna z nejrychlejších písní na albu, již dříve vydaný singl „Iscariot“. Ten pojednává o Jidáši Iškariotském, který zradil svého přítele Ježíše Krista.
Do druhé poloviny alba vstupuje tvrdší a delší skladba „Follow Azrael“. Sedmou písní je „Freedom Eaters“, která je podle Stenvalla typickou rychlou německou heavymetalovou písní se „spoustou skvělých kytarových melodií, hrdinských vokálů a baskytarovým sólem“. Tento zpěvák zároveň uvedl, že se jedná o jeho nejoblíbenější píseň na albu. Text pojednává o skupinách, které touží po světové nadvládě a omezování svobody. „World Unknown“ je první balada, kterou kdy Lancer vydali, a pojednává o posmrtném životě. Následující rychlá píseň „Widowmaker“ vypráví o Perseovi a jeho boji s medusou. Album uzavírá nejdelší skladba na této desce, „Envy of the Gods“, která pojednává o Alexandru Velikém. Recenzent Chuck Marshall o této písni napsal, že by klidně mohla být na v té době posledním albu skupiny Iron Maiden, The Book of Souls.

## Kritika
Český redaktor Jan Kozák v recenzi pro magazín Spark uvedl, že „deska Mastery má šmrnc, švih a šarm“ a že posluchače strhne celkovým „uměleckým dojmem“. Celkem desku ohodnotil 5,5 body ze 6 možných a v celkovém hodnocení redaktorů Sparku dostala nahrávka 3.5 bodů. Chuck Marshall z hudebního serveru Metal Wani uvedl, že „Lancer vytvořili powermetalový amalgám, který se vyhýbá nástrahám slabých textů a nudné hudby“. Ve své recenzi albu udělil 7 bodů z 10.

## Turné k albu
V rámci podpory alba Lancer koncertovali jako předkapela skupin Gloryhammer a HammerFall na evropském turné, během kterého vystoupili v deseti zemích a odehráli celkově dvacet dva koncertů. V rámci tohoto turné se kapely představily i v Česku, kde odehrály koncert ve zlínské hale Euronics.

## Seznam skladeb
| Pořadí         | Název                           | Délka |
| -------------- | ------------------------------- | ----- |
| 1.             | Dead Raising Towers             | 3:36  |
| 2.             | Future Millennia                | 3:33  |
| 3.             | Mastery                         | 4:47  |
| 4.             | Victims of the Nile             | 7:35  |
| 5.             | Iscariot                        | 5:17  |
| 6.             | Follow Azrael                   | 6:28  |
| 7.             | Freedom Eaters                  | 4:42  |
| 8.             | World Unknown                   | 3:53  |
| 9.             | Widowmaker                      | 4:29  |
| 10.            | Envy of the Gods                | 7:32  |
| 11.            | The Wolf and the Kraken (bonus) | 3:54  |
| Celková délka: | Celková délka:                  | 59:21 |

## Obsazení
- Isak Stenvall – zpěv
- Ewo Solvelius – kytara
- Fredrik Kelemen – kytara
- Emil Öberg – basová kytara
- Sebastian Pedernera – bicí